# Det Andet Rusland
Det Andet Rusland (russisk: Другая Россия) er en russisk paraplyorganisation og social bevægelse, der blev dannet i 2006 og som samlede oppositionen til Ruslands præsident Vladimir Putin. Den ledes af skakverdensmesteren Garri Kasparov og forfatteren Eduard Limonov. 
Organisationen består af en repræsentanter fra et bredt udsnit af det politiske spektrum, menneskeretsoforkæmpere og privatpersoner. Gruppen inkluderer både ledere af oppositionspartier på venstre- og højrefløjen samt en række liberale, bl.a. tidligere premierminister Mikhail Kasjanov og økonomen Vladimir Ryzjkov. 
Kasparov blev i 2007 udpeget til alliancens præsidentkandidat, men det lykkedes ikke at nå til enighed om at opstille ham. 